# Henry Potter (Golfspieler)
Henry „Harry“ Potter (* 4. Oktober 1881 in St. Louis, Missouri; † 24. Januar 1955 in New York City) war ein US-amerikanischer Golfspieler.

## Biografie
Potter spielte Golf beim St. Louis Country Club. Bei den Olympischen Spielen 1904 in St. Louis konnte er mit der Trans Mississippi Golf Association im Mannschaftswettkampf die Silbermedaille gewinnen. Im Einzel hingegen schied er in der ersten Runde bereits gegen den Briten Simpson Foulis aus. Neben seiner olympischen Silbermedaille war ein zweiter Platz beim Missouri Amateur 1907 sein größter Erfolg im Golfsport. Potter zog später nach New York City, wo er in einer Anwaltskanzlei arbeitete.
Sein Bruder Clarkson Potter nahm ebenfalls am Golfeinzel bei den Olympischen Spielen 1904 teil.